# Okunie (wieś)
Okunie (niem. Wuckensee) – niewielka wieś w województwie zachodniopomorskim, w powiecie myśliborskim, w gminie Barlinek, położona na terenie Barlinecko-Gorzowskiego Parku Krajobrazowego, nad jeziorem Okunino. Na drugim końcu jeziora biwak i kąpielisko oraz leśniczówka Okno, administracyjnie należąca do Okuń.
Okolica typowo leśna z przewagą lasów liściastych (buczyna) i torfowisk.
Zabudowę stanowią w większości przedwojenne murowane domy z obejściami gospodarczymi. We wsi znajdują się resztki przedwojennego cmentarza niemieckiego. Nad jeziorem biegnie niebieski szlak prowadzący z Barlinka do Lubniewic. W pobliżu znajduje się kamień pamiątkowy poświęcony tragicznie zmarłym 1904 w Wuckensee gen. Zochowi i jego ordynansowi Zawadzkiemu.
W latach 1975–1998 miejscowość położona była w województwie gorzowskim.